# شادي عبد السلام
شادي عبد السلام (15 مارس 1930 م.- 1986) مخرج مصري.ولد في مدينة الأسكندرية.

## حياته
تخرج من كلية فيكتوريا بالإسكندرية عام 1948 م. ودرس لاحقا فنون المسرح في لندن في الفترة من 1949 م. إلى 1950 م.
التحق بكلية الفنون الجميلة بالقاهرة وتخرج منها عام 1955 م. وأتاحت له تلك الفترة أن يكون تلميذا للمعماري السكندري الشهير حسن فتحي فعرف من خلاله الفنون الإسلامية.
بدأ حياته الفنية مصمماً للديكور وعمل مساعداً للمهندس الفني رمسيس واصف عام 1957 م. ثم عمل مساعداً للإخراج في عدة أفلام كان أغلبها لمخرجين أجانب. شارك في الفيلم البولندي «الفرعون» من إخراج كافليرو فيتش. وهي نقطة البداية الحقيقية في مشواره، كما شارك في إعداد ديكورات الفيلم وأزيائه واكسسواراته.
عمل أيضا كمساعد مخرج في فيلم «وإسلاماه» إخراج أندرو مارتون.. والفيلم الإيطالي «الحضارة» للمخرج «روبرتوروسللين»..والفيلم الأمريكي «كليوباترا» للمخرج «جوزيف مانكوفيتش»
تم ترشيحه لجائزه أفضل مخرج في مهرجان شيكاجو عن فيلمه المومياء

## أعماله الفنية

### الافلام
قدّم للسينما المصرية عدداً من الأفلام القصيرة الهامة منها:
- 1969:المومياء... يوم أن تحصى السنين
- 1970: الفلاح الفصيح، وهو فيلم مأخوذ عن إحدى البرديات الفرعونية القديمة والمعروفة باسم (شكوى الفلاح الفصيح).
- 1974: جيوش الشمس.
- 1982: كرسي توت عنخ آمون الذهبي.
- 1984: الأهرامات وما قبلها.
- 1986: رع مسيس الثاني.

## وفاته
توفي شادي عبد السلام في أكتوبر من عام 1986م. قبل أن يتم أحلامه للسينما والفن والتي بدأها بالمومياء، الفيلم الذي نال إعجاب العالم كله.
عندما احتفلت مكتبة الإسكندرية بمرور 75 عاماً على مولد شادي عبد السلام عام 2005م، تم تخصيص قاعة بالمكتبة لأعماله تتضمن أزياء وديكورات وإكسسوارات ورسوماً وضعها خلال مسيرته الفنية. بينما تأسست جمعية أصدقاء شادى عبد السلام بعد وفانه وقامت بجمع تراثه السينمائي المكون من لوحات واسكتشات رسمها لمناظر وأزياء في افلام اشتغل عليها سواء من إخراجه أو إخراج غيره إلى جوار الاحتفاظ بمكتبته وأوراقه وصوره المختلفة التي تجمعه مع أقرانه المبدعين العرب والعالميين في أكثر من مناسبة، كما وتضم نصوص سيناريوهات أفلامه وملخصات لأفكار حضارية وثقافية، وهناك مكتبة ضخمة في شتى المعارف الإنسانية، ومن ضمنها الحضارة المصرية القديمة، وأيضا هناك مقتنيات من حلي واكسسوارات ولملابس خاصة واكسسوارات

## وصلات خارجية
- شادي عبد السلام على موقع IMDb (الإنجليزية)
- شادي عبد السلام على موقع الدهليز
- شادي عبد السلام على موقع قاعدة بيانات الأفلام العربية
- شادي عبد السلام على موقع ألو سيني (الفرنسية)
- شادي عبد السلام على موقع قاعدة بيانات الأفلام السويدية (السويدية)
- شادي عبد السلام على موقع قاعدة بيانات الفيلم (الإنجليزية)
- شادي عبد السلام على موقع كينوبويسك (الروسية)
- عالم شادي عبد السلام
- الهيئة العامة للاستعلامات المصرية
- وزارة الثقافة المصرية، قطاع الفنون التشكيلية
- عالم شادي عبد السلام أحد متاحف مكتبة الأسكندرية
- مصر الخالدة، جريدة المصري اليوم
- الأسكندرية تكرم أبناءها من نجوم السينما المصرية (ايلاف)